# Platysphinx constrigilis
Platysphinx constrigilis är en fjärilsart som beskrevs av Walker 1869. Platysphinx constrigilis ingår i släktet Platysphinx och familjen svärmare. Inga underarter finns listade i Catalogue of Life.